# 阿托马约尔
阿托马约尔（西班牙語：Hato Mayor，西班牙語發音：[ˈato maˈʝoɾ]）是中美洲國家多明尼加共和國的城市，也是阿托马约尔省的首府，位於該國東部，距離首都聖多明哥110公里，面積659平方公里，海拔高度102米，2012年人口70,141。
18°46′N 69°15′W / 18.767°N 69.250°W